# Spaceball
Spaceball is een voormalige betaalattractie in het Belgische pretpark Bobbejaanland. Spaceball was een verticale koker van 7 meter met daarin een soort bal waarin 1 persoon plaats kon nemen. Met behulp van luchtdruk en allerhande knoppen in de bal, kon men deze naar boven stuwen en laten ronddraaien.
De attractie werd in 1987 geopend en op het einde van seizoen 1988 reeds gesloten. Spaceball bevond zich in de huidige Hall 2000.
Afbeeldingen